# KSpread
Kspread é um planilha de cálculos livre, que é parte integrante da suíte de escritório KOffice parte do ambiente KDE.
Entre as inúmeras funções do KSpread é possível destacar:
- Suporte a mais de 100 funções pré-habilitadas
- Templates
- Correção de texto
- Hyperlinks
- Organização de dados

O fomato nativo do KSpread é o XML compactado com ZIP. Entretanto ele possui a habilidade de importar diversos tipos de planilhas, nos mais variados formatos. Por exemplo: Microsoft Excel, Applix Spreadsheet, Quattro Pro, CSV e OpenOffice Calc.